# Thomas FitzGerald (7e comte de Kildare)
Pour les articles homonymes, voir Thomas FitzGerald et FitzGerald.
Thomas FitzGerald dit Thomas fitz Maurice, (mort le 25 mars 1478) noble anglo-irlandais du XVe siècle 7e seigneur puis comte de  Kildare de 1454/1456 à 1478 plusieurs fois Lord Deputy d'Irlande et Chancelier .

## Origine
Thomas fitz Maurice  de Kildare est le fils de John Cam Fitz John FitzGerald, 6e seigneur titulaire de Kildare.

## Biographie
Deux ans après la mort en 1452 du comte d'Ormond James Butler (4e comte d'Ormonde), et de son épouse Elisabeth FitzGerald, Thomas de Kildare est reconnu comme 7e comte de Kildare en 1454 selon les Annales des quatre maîtres .  Il sert en 1454-1455 et en 1460 comme Lord Deputy d'Irlande et Lord Justice. Le duc Richard d'York qui le reconnait officiellement comme Comte en 1456 . Le duc partage sa faveur entre la famille FitzGerald et la famille Butler. Après la mort de Richard d'York, lors de la Bataille de Wakefield où tombent des membres des deux familles il intervient en tant de Deputy et préside des parlements à Naas et Drogheda.... il est nommé  Lord Chancelier d'Irlande le 25 janvier 1464. En 1467 il accusé avec son beau frère et homonyme Thomas FitzGerald 7e comte de Desmond de « collusion avec les ennemis irlandais du roi  ». Le comte de Desmond est décapité en 1468 mais Thomas de Kildare parvient à plaider directement sa cause auprès du roi  et obtient sa grâce. L’abaissement de la lignée rivale de la famille FitzGerald lui permet d'établir la prédominance des comtes de Kildare sur l'administration anglaise de Dublin pour plusieurs générations  Il est le créateur des « Frères de Saint-Georges »  la seule armée permanent du Pale qui comprenant 120 archers montés 40 cavaliers et 40 pages les archers montés étaient rémunérés 6 pences et les cavaliers 5 pences. l'objet de cette « Fraternité  » était de combattre les  « Irlandais et les anglais rebelles » Thomas de Kildare meurt le 25 mars 1478 et il est inhumé au coté de son père.

## Union et postérité
Il avait épousé Joan Cam (Jane) la fille de James FitzGerald 6e comte de Desmond (mort en 1463)  dontː
- Gerald 8e comte de Kildare
- Éléonore (morte en 1497) épouse Conn mac Énri Ó Neil Roi de Tír Eoghain
- James
- Thomas (mort en 1487) ancêtre des FitzGerald de Lackagh

## Source
- (en) T.W Moody, F.X. Martin, F.J. Byrne A New History of Ireland , Volume IX Maps, Genealogies, Lists. A companion to Irish History part II. Oxford University Press réédition 2011  (ISBN 978-0-199-59306-4).